# Lellingeria isidrensis
Lellingeria isidrensis är en stensöteväxtart som först beskrevs av William Ralph Maxon och Edwin Bingham Copeland, och fick sitt nu gällande namn av Alan Reid Smith och R. C. Moran. Lellingeria isidrensis ingår i släktet Lellingeria och familjen Polypodiaceae. Inga underarter finns listade.